# Hansenocaris itoi
Hansenocaris itoi is een kreeftachtigensoort. De wetenschappelijke naam van de soort is voor het eerst geldig gepubliceerd in 2003 door Kolbasov & Høeg.